# Alter und Neuer Jüdischer Friedhof Sankt Pölten
Alter und Neuer Jüdischer Friedhof Sankt Pölten sind zwei jüdische Friedhöfe in der niederösterreichischen Statutarstadt St. Pölten.  Beide Friedhöfe stehen unter Denkmalschutz.

## Alter Friedhof

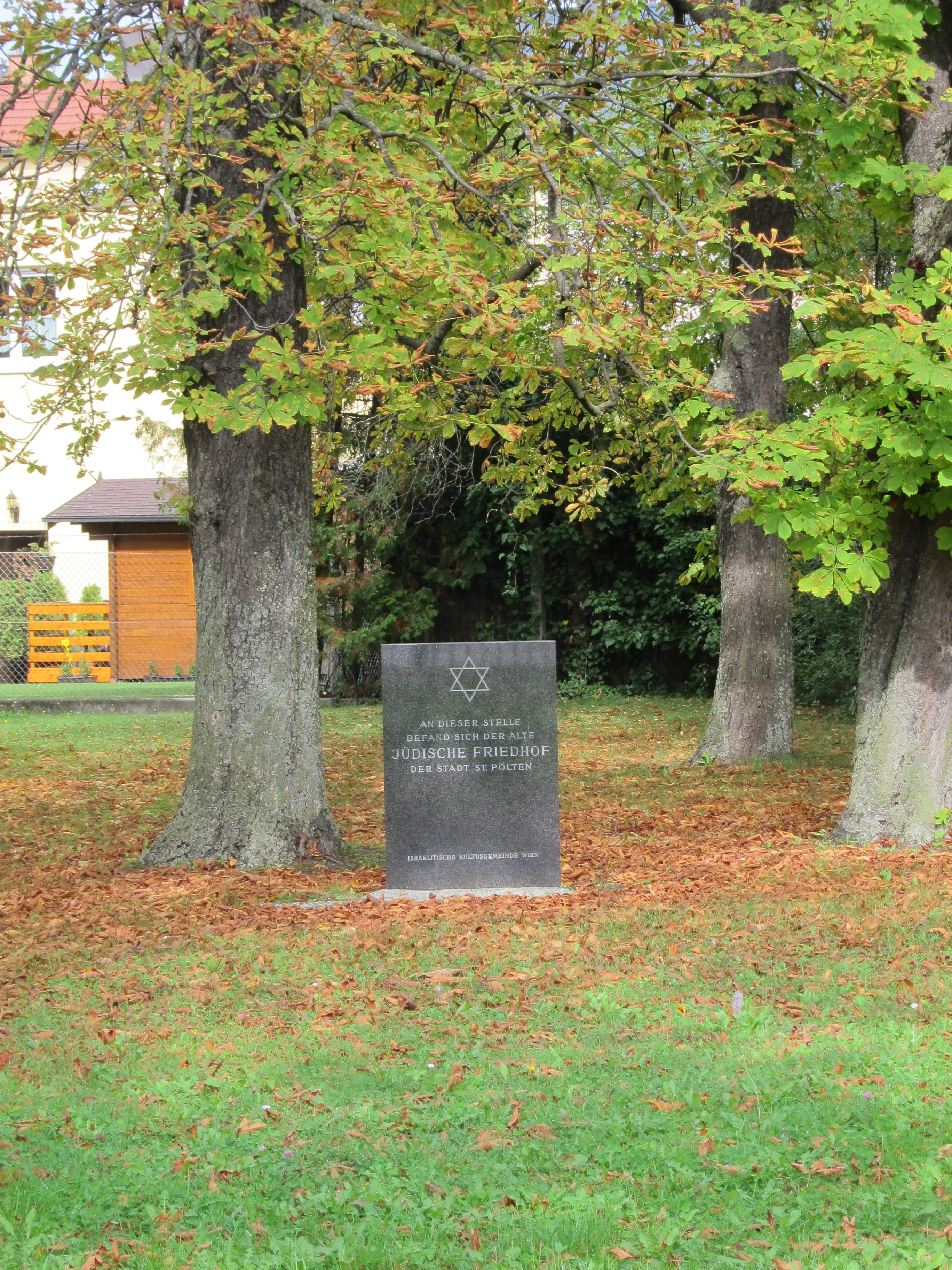
Alter jüdischer Friedhof in St. Pölten (2012)

Der Friedhof wurde 1859 angelegt, er wurde nach Anlage des neuen jüdischen Friedhofs beim Hauptfriedhof St. Pölten 1906 geschlossen. Nach dem „Anschluss“ übernahm die Stadtverwaltung den Friedhof und arisierte die Liegenschaft, die Grabsteine wurden abgetragen. Heute befinden sich auf dem Grundstück an der Pernerstorferstraße keine Grabsteine mehr, wohl aber ein öffentlich zugänglicher Gedenkstein (Listeneintrag).
- Koordinaten:  48° 11′ 38,8″ N, 15° 37′ 2,6″ O

## Neuer Friedhof

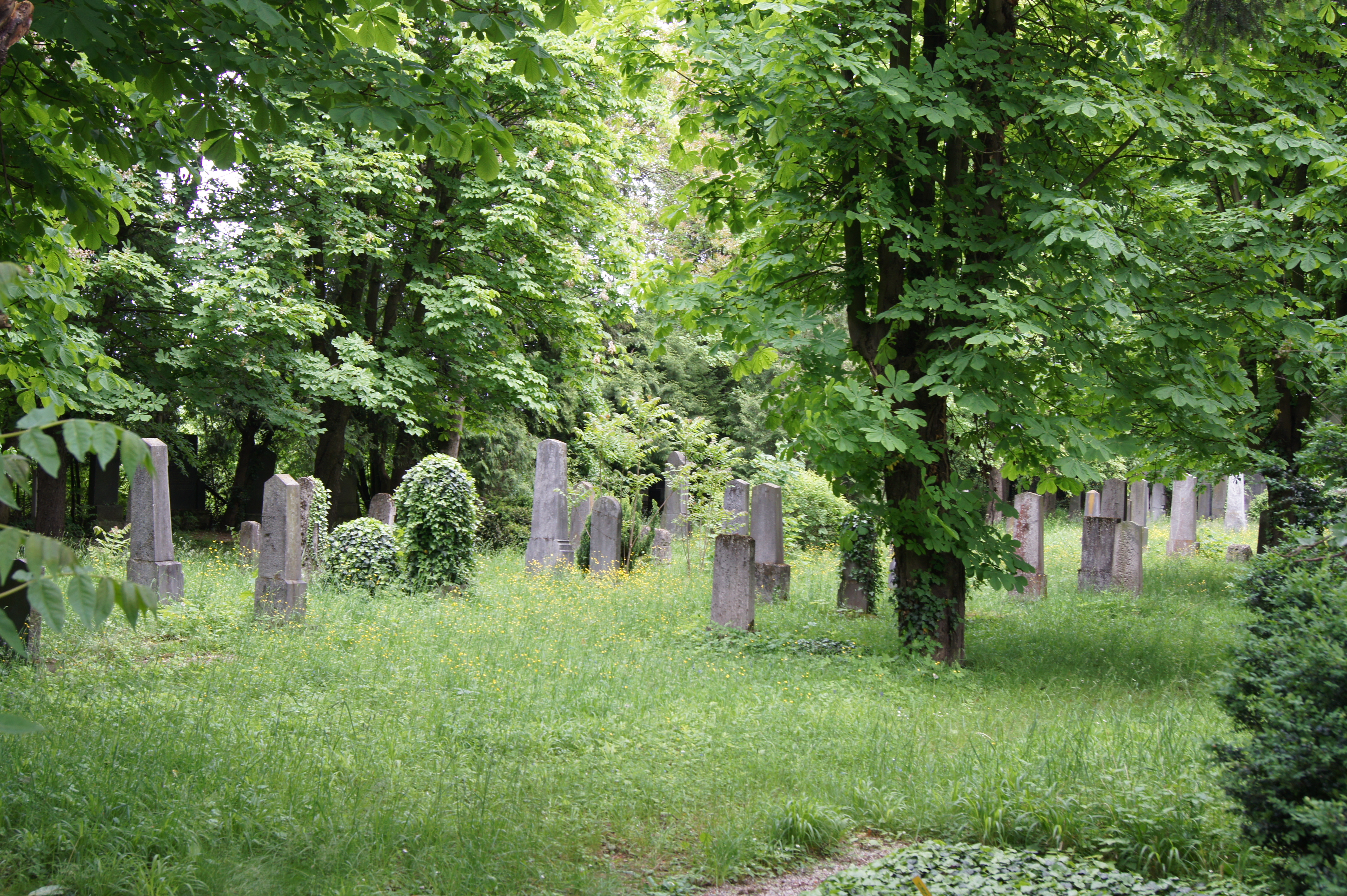
Neuer jüdischer Friedhof in St. Pölten (2013)

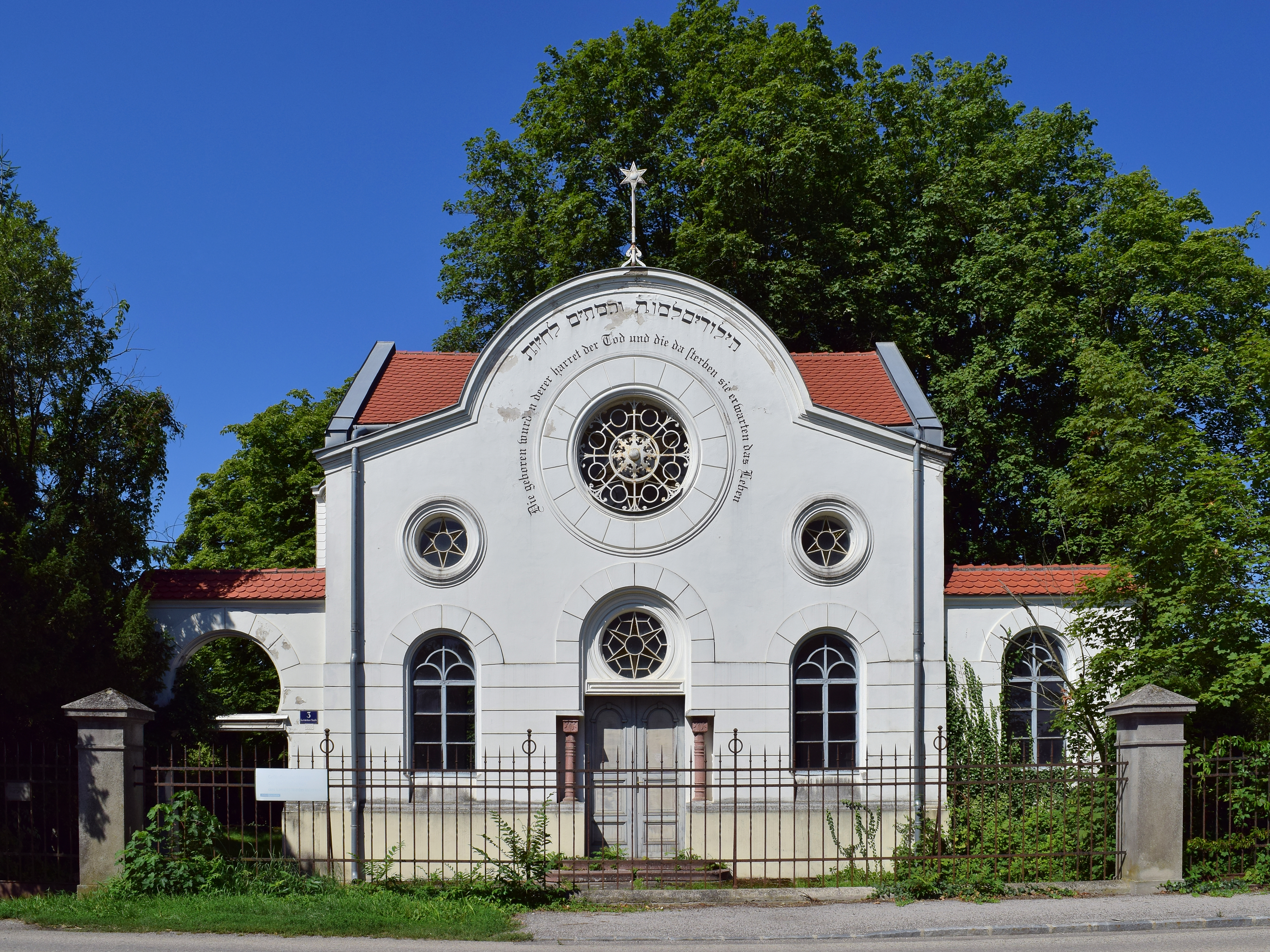
Zeremonienhalle des jüdischen Friedhofs (2019)

Der neue jüdische Friedhof wurde 1905 anschließend an den Hauptfriedhof angelegt. Neben dem eigentlichen Friedhof befindet sich eine Zeremonienhalle. Sie wurde im selben Jahr nach Plänen von Rudolf Wondracek errichtet (Listeneintrag).
- Koordinaten:  48° 13′ 4,1″ N, 15° 36′ 47,2″ O